# Gelis heidenreichi
Gelis heidenreichi är en stekelart som beskrevs av Heinrich Habermehl 1930.
Gelis heidenreichi ingår i släktet Gelis och familjen brokparasitsteklar. Inga underarter finns listade i Catalogue of Life.